# Internet Explorer 5
Microsoft Internet Explorer 5 (también abreviado como IE5) es un navegador web gráfico publicado el 18 de marzo de 1999 por Microsoft, principalmente para Microsoft Windows, pero inicialmente con versiones disponibles para Apple Macintosh, Solaris y HP-UX.
Es uno de los principales participantes de la primera guerra de navegadores. Sus métodos de distribución y la integración de Windows participaron en Estados Unidos contra Microsoft. Fue reemplazada por Microsoft Internet Explorer 6 en agosto de 2001, aunque el IE 5.x sigue siendo la última versión para Windows 3.1, Windows NT 3, y Windows 95. 5.0 es la versión incluida con Windows 98 Segunda Edición (mediante el diseño de Trident II), y el 5,5 con Windows Me (Trident III), cuando se introdujeron. 
IE5 presidió un gran aumento en la cuota de mercado de Netscape Navigator, entre 1999 y 2001, y que ofrece muchas características avanzadas para su día. Además, es compatible con la gama más grande de todos los OS de las versiones de IE. Sin embargo, el apoyo de muchos OS rápidamente a los que más tarde cayó frente a los parches, y Windows XP y versiones posteriores de Windows no son compatibles, debido a la posterior inclusión de las versiones de IE.
La revisión de 1999 de PC World, "el crédito sin fin de juego de un upsmanship navegador Netscape y Microsoft que desempeñar. El nuevo IE 5 triunfó Netscape Communicator con la búsqueda inteligente y la aceleración de la navegación."
Internet Explorer 5 alcanzó más del 50% de cuota de mercado a principios de 2000, tomando la delantera frente a otras versiones de navegadores incluidos IE4 y Netscape. La versión 5 alcanzó más del 80% de cuota de mercado por el lanzamiento de IE6 en agosto de 2001. IE 5.0x y 5.5 fueron superados por Internet Explorer 6, pasando a ser el segundo navegador más popular, con la cuota de mercado bajó al 34 por ciento a mediados de 2003. Además, a principios de 2005, Firefox ha superado a 1,0 en la cuota de mercado. La cuota de mercado de IE 5 cayó por debajo del 1% en a finales de 2006.

## Historia
La salida de la versión final de Internet Explorer 5 ocurrió en tres etapas. En primer lugar, una muestra entre los desarrolladores en junio de 1998 (5.0B1), y después una muestra pública fue en noviembre de 1998 (5.0B2). Luego, en marzo de 1999 se publicó la versión final (5.0). En septiembre salió con el Windows 98 Segunda Edición. La versión 5.01, la cual corregía un bug de la 5.0, salió en diciembre de 1999. Windows 2000 incluye ésta. La versión 5.0 fue la última versión para Windows NT 3.1x o Windows 3.x. Internet Explorer 5 para Mac había salido unos meses antes, el 27 de marzo de 2000. La versión 5.5 fue lanzada en julio de 2000, siendo entregada con Windows ME y un cifrado de 128 bits, pero no tuvo el apoyo de versiones más antiguas de Windows. Por otra parte, la versión de Unix y Mac nunca llegó. 
Un examen en 1999 de IE5 por Paul Thurrott describió IE5 en formas tales como, "Piensa en Internet Explorer 5.0 como Internet Explorer 4.0 hacerse derecha: Todas las asperezas se han suavizado", viene opcionalmente con una Suite de aplicaciones de Internet que muchas personas se van a encontrar irresistible. , IE 5.0 es una clase mundial de la suite de aplicaciones de Internet.

### Descripción
La versión 5.0, lanzada el 18 de marzo de 1999, y posteriormente incluida en Windows 98 Second Edition, incluida en Office 2000, fue una emisión importante que el apoyo bi-direccional de texto, rubí personajes, XML, XSL y la posibilidad de guardar páginas web en formato MHTML. Hubo mayor apoyo a CSS Nivel 1 y 2. La primera versión de Windows 98 en 1998 había incluido IE4. Sin embargo, Internet Explorer 5 incluye incorrectamente el relleno y de las fronteras, dentro de un determinado ancho y alto, lo que resulta en una más restringida o menos la prestación de una caja. Una cuestión relacionada con el Internet Explorer modelo de cuadro de error, y sólo más plenamente resueltas en la Internet Explorer 7.
Con el lanzamiento de Internet Explorer 5, Microsoft liberará la primera versión de XMLHttpRequest (XHR), que dan a luz a Ajax (aunque el término "Ajax" no fue acuñado hasta años más tarde). XMLHttpRequest es un API que puede ser usado por JavaScript, El navegador web y otros lenguajes de script para transferir XML y otros datos de texto entre una página web del Cliente y Servidor-Side-Side, y está disponible desde la introducción de Internet Explorer 5 y es accesible a través de JScript, VBScript y otros lenguajes de script el apoyo de los navegadores Internet Explorer. Windows Script Host también fue instalado con IE5, aunque más tarde sobre virus y malware que intente utilizar esta capacidad como una debilidad, lo que dio lugar a desactivar la presión que por razones de seguridad. Smart favoritos fuera de línea característica se añadió a la componente Active Desktop presenta en el Internet Explorer 4. 
HTML Application (HTA) es una aplicación escrita en Microsoft Windows con HTML y HTML dinámico y presenta con IE5. Internet Explorer 5.0 introdujo también soporte de favicono. Windows Script Host fue presentado, que proporciona capacidades de scripting comparable a los archivos por lotes, pero con una mayor gama de características apoyado. 
La versión 5.5 seguida en julio de 2000, mejora sus capacidades de vista previa de impresión, CSS y HTML normas de apoyo, y desarrollador API; esta versión se incluye con Windows ME. La versión 5.5 también incluye soporte para cifrado de 128 bits. 
Aunque los navegadores más recientes han sido lanzados, sigue el modo de renderizado de IE5 para tener un impacto, como el artículo 2008 Ars Technica, "Internet Explorer 5.5 (y más adelante) fue decididamente no estándar en la prestación de su comportamiento. Cientos de millones de páginas web están escritas a buscar" Derecho "en Internet Explorer 5.5 's roto la prestación. El resultado fue algo así como un dilema para Microsoft cuando se trataba de sacar Internet Explorer 6. Querían mejorar los niveles de conformidad en IE6, pero no podía darse el lujo de romper las páginas depende de la conducta de mayor edad." ", Fue la solución" doctype cambiar ". Doctype El interruptor permite IE6 para apoyar tanto el comportamiento de edad IE5.5-" quirks mode "-y los nuevos, más normas de comportamiento conformes" normas modo ".". Aunque todos estos problemas se deben a que Internet Explorer 5.5 fue lanzado con prisas, como Windows ME.

### Estados Unidos vs. Microsoft
El 3 de abril de 2000, el Juez Jackson publicará sus conclusiones del hecho de que Microsoft había abusado de su posición de monopolio, intentando "disuadir de Netscape Navigator como el desarrollo de una plataforma", que "retienen información técnica crucial", y trató de reducir la cuota de utilización del Navegador Por "dar Internet Explorer lejos y premiar las empresas que ayudaron a construir su cuota de uso" y "excluyente Navigator importante de los canales de distribución".
Jackson también dio a conocer un recurso que sugiere Microsoft debería desglosarse en dos empresas. Este recurso fue anulada en apelación, en medio de acusaciones de que Jackson ha puesto de manifiesto un sesgo en contra de Microsoft en la comunicación con los reporteros. Las conclusiones del hecho de que Microsoft había violado la ley, sin embargo, se defienden. El Departamento de Justicia anunció el 6 de septiembre de 2001, que ya no se trata de dividir Microsoft y buscar un lugar de defensa de pena menor. Varios meses después el Departamento de Justicia acordó un acuerdo de arreglo con Microsoft. A partir de 2004, aunque diecinueve estados han convenido en el acuerdo, se mantiene Massachusetts.

## Principales características
IE5 presenta muchas características nuevas o mejoradas:
- Página web completa
- Archivo de la web (sólo con Microsoft Outlook Express 5)
- Idioma de codificación (tales como nuevas opciones de instalación bajo demanda)
- Barra Historial de Explorer (nuevo tipo de búsqueda y opciones)
- Barra Buscar de Explorer (nuevas opciones para la búsqueda)
- Favoritos (poner a disposición fuera de línea)
- Característica Autocompletar
- Radio barra de herramientas de Windows
- Capacidad para establecer un defecto Editor de HTML
- FTP permite navegar por las carpetas de FTP basada en Web y carpetas desde el Explorador de *Windows. (Véase Shell extensión)
- Aprobado Sitios (PICS no se requiere en los lugares enumerados opción)
- La integración de Hotmail
- También era Microsoft Internet Explorer 5 Resource Kit

## Sistema y los requisitos de hardware

### Aprobación capacidad Descripción
Internet Explorer 5.0 tuvo soporte para Windows 3.1, Windows 95, Windows 98, Windows Me. Asimismo, algunos de Windows NT 3.x, Windows NT 4,0 y Windows 2000. Sin embargo, los principales OS versiones en pos de mí, como Windows XP, con el apoyo de Internet Explorer 6 (o superior). Soporta la NT 3.x y el triunfo 95 de apoyo se redujo, así como el soporte a HP-UX, Solaris, Mac OS, y Mac OS X. Además de los usuarios de Windows 98 Segunda edición, los usuarios de Windows ME y Windows 2000 pueden actualizar a Por lo menos la primera versión de IExplorer 6.0. Asimismo, IExplorer 5 nunca soportó 68k Mac, que se había caído en Internet Explorer 4.5.

### Compatibilidad
- Versiones de Windows de 32 bits, como Windows 95, Windows 98, Windows NT versión 3,51, Windows NT versión 4,0, y Windows 2000
- Versiones de Windows de 16 bits versiones, incluyendo la versión de Windows 3,1 y Windows para Grupos de Trabajo versión 3,11
- Nota Aunque Windows NT versión 3,51 es una plataforma de 32 bits, debe ejecutar la versión de 16 bits de Internet Explorer.
- UNIX, incluyendo Sun Solaris 2.5.1, Solaris de Sun 2,6, y Hewlett Packard HP-UX

### Requisitos
- Internet Explorer 5.0- 32-bits Windows
  - Requisitos mínimos: 486DX/66MHz o superior, Windows 95/98, 16MB RAM, 56MB de espacio en disco.
  - Tamaño de la descarga: 37MB
  - También hubo una activa 380K instalador que sólo descargado algunos componentes
- Internet Explorer 5.01- 16 bits Windows
  - Requisitos mínimos: 486DX o superior, Windows NT 3,1 o 3,5, 12MB de RAM sólo para el navegador de la instalación (16 MB de RAM si se utiliza la máquina virtual Java). 30 MB de espacio en disco para ejecutar la instalación.
  - Tamaño de la descarga: 9.4MB

### Apple Macintosh
Internet Explorer 5 para Apple Macintosh.
- Procesador PowerPC
- Mac OS versión 7.6.1 o posterior
- Además de 8 MB de RAM
- 12 MB de espacio en disco duro
- QuickTime 3,0 o posterior
- Open Transport 1,2 o posterior

## Historial de lanzamientos
| Color   | Significado                        |
| ------- | ---------------------------------- |
| Rojo    | Versión antigua; sin soporte       |
| Púrpura | Versión de desarrollo (preliminar) |

Notas
- Mac OS X incluía Internet Explorer 5.1 como su navegador web predeterminado. Todas las versiones de IE5 para Mac se encuentran sin soporte técnico.
- Las diversas versiones de Internet Explorer para Windows reciben el mismo soporte (dentro del ciclo de vida) del sistema operativo al que fue lanzado. Información del ciclo de vida de soporte para sistemas operativos Windows®.
- No se incluyen Service Packs a menos que sean significativos.

| Versión mayor | Versión menor | Fecha de publicación | Cambios significativos                                                                       | Incluido en      |
| ------------- | ------------- | -------------------- | -------------------------------------------------------------------------------------------- | ---------------- |
| Versión 5     | 5.0 Beta 1    | Junio de 1998        | Compatibilidad con más características de CSS 2.                                             |                  |
| Versión 5     | 5.0 Beta 2    | Noviembre de 1998    | Compatibilidad con texto bidireccional, caracteres ruby, XML/XSL y más propiedades de CSS.   |                  |
| Versión 5     | 5.0           | Marzo de 1999        | Lanzamiento final. Última versión para Windows 3.x y Windows NT 3.x                          | Windows 98 SE    |
| Versión 5     | 5.01          | Noviembre de 1999    | Corrección de errores.                                                                       | Windows 2000     |
| Versión 5     | 5.5 Beta 1    | Diciembre de 1999    | Compatibilidad con más características de CSS. Cambios menores en compatibilidad con marcos. |                  |
| Versión 5     | 5.5           | Julio de 2000        | Lanzamiento final. Última versión para Windows 95.                                           | Windows Me       |
| Versión 5     | 5.6           | Agosto de 2000       | Incluida en Windows Whistler build 2257.                                                     | Windows Whistler |

Mac OS:
- Versión 5.0 – 27 de marzo de 2000
- Versión 5.1 – 18 de diciembre de 2001
- Versión 5.1.4 – 16 de abril de 2002
- Versión 5.1.5 – 5 de julio de 2002
- Versión 5.1.6 – 25 de septiembre de 2002
- Versión 5.1.7 – julio de 2003

Mac OS X: 
- Versión 5 – 15 de mayo de 2000, publicado con Mac OS X DP4
- Versión 5.1.1 – 23 de mayo de 2001
- Versión 5.1.2 – 25 de septiembre de 2001, publicado con Mac OS X 10.1
- Versión 5.1.3 – octubre de 2001
- Versión 5.2 – 17 de junio de 2002
- Versión 5.2.1 – 5 de julio de 2002
- Versión 5.2.2 – 25 de septiembre de 2002
- Versión 5.2.3 – 16 de junio de 2003